# ルイージ・ルッツィ
ルイージ・ルッツィ（Luigi Luzzi、1828年3月27日 - 1876年2月26日）は、イタリア、オレーヴァノ・ディ・ロメッリーナ出身の作曲家。

## 生涯
パヴィーア近郊のオレーヴァノ・ディ・ロメッリーナで生まれる。トリノ大学で、文学と医学を学んだ後、音楽を学ぶ。作曲家として活動する傍ら、音楽教師としても勤めていた。
彼の作品は、オペラが2曲、管弦楽器（不世出の宰相カミッロ・カヴールの死に際して書いた葬送行進曲）、数多くの歌曲やロマンスを書いたが、中でも最もよく知られているのが『アヴェ・マリア』である。というより、この曲以外は殆んど知られていないのである。
1876年にオレーヴァノ・ディ・ロメッリーナからほど遠くないストラデッラで没する。